# كابوس (اختلال ضال)
«كابوس» (بالإنجليزية: Kafkaesque)‏ هي الحلقة الثامنة للموسم الثالث من مسلسل إيه إم سي التلفزيوني الدرامي اختلال ضال. كتبها بيتر غولد وأخرجها جورج ماستراس، بُثَّت على إيه إم سي في 16 مايو 2010.

## وصلات خارجية
- «كابوس» على إيه إم سي (بالإنجليزية)
- «كابوس» على قاعدة بيانات الأفلام على الإنترنت (بالإنجليزية)